# Стіне Фішер Крістенсен
Стіне Фішер Крістенсен (*1985, Копенгаген, Данія) — данська акторка театру і кіно.
Вивчала фотографію в Школі засобів масової інформації (Копенгаген).
Лауреатка премій Боділ та Роберт.

## Вибіркова фільмографія
- Після весілля (2006)
- Ехо (2007)